# Kevin Varga
Kevin Varga (Karcag, 30 marzo 1996) è un calciatore ungherese, centrocampista dell'Ankaragücü.

## Caratteristiche tecniche
È un'ala sinistra.

## Carriera

### Club
Cresciuto nelle giovanili dell'Debrecen, ha esordito in prima squadra il 2 settembre 2014 in occasione del match di Magyar labdarúgó-ligakupa pareggiato 1-1 contro il Szeged 2011.

### Nazionale
il 9 giugno 2018 ha esordito con la nazionale ungherese in occasione dell'amichevole persa 2-1 contro l'Australia.

## Statistiche

### Cronologia presenze e reti in nazionale
| Cronologia completa delle presenze e delle reti in nazionale ― Nigeria | Cronologia completa delle presenze e delle reti in nazionale ― Nigeria | Cronologia completa delle presenze e delle reti in nazionale ― Nigeria | Cronologia completa delle presenze e delle reti in nazionale ― Nigeria | Cronologia completa delle presenze e delle reti in nazionale ― Nigeria | Cronologia completa delle presenze e delle reti in nazionale ― Nigeria | Cronologia completa delle presenze e delle reti in nazionale ― Nigeria | Cronologia completa delle presenze e delle reti in nazionale ― Nigeria |
| Data                                                                   | Città                                                                  | In casa                                                                | Risultato                                                              | Ospiti                                                                 | Competizione                                                           | Reti                                                                   | Note                                                                   |
| ---------------------------------------------------------------------- | ---------------------------------------------------------------------- | ---------------------------------------------------------------------- | ---------------------------------------------------------------------- | ---------------------------------------------------------------------- | ---------------------------------------------------------------------- | ---------------------------------------------------------------------- | ---------------------------------------------------------------------- |
| 9-6-2018                                                               | Budapest                                                               | Ungheria                                                               | 1 – 2                                                                  | Australia                                                              | Amichevole                                                             | -                                                                      | 84’                                                                    |
| 14-10-2020                                                             | Mosca                                                                  | Russia                                                                 | 0 – 0                                                                  | Ungheria                                                               | UEFA Nations League 2020-2021 - 1º turno                               | -                                                                      | 61’                                                                    |
| 18-11-2020                                                             | Budapest                                                               | Ungheria                                                               | 2 – 0                                                                  | Turchia                                                                | UEFA Nations League 2020-2021 - 1º turno                               | 1                                                                      | 46’                                                                    |
| 25-3-2021                                                              | Budapest                                                               | Ungheria                                                               | 3 – 3                                                                  | Polonia                                                                | Qual. Mondiali 2022                                                    | -                                                                      | 73’                                                                    |
| 28-3-2021                                                              | Serravalle                                                             | San Marino                                                             | 0 – 3                                                                  | Ungheria                                                               | Qual. Mondiali 2022                                                    | -                                                                      | 72’                                                                    |
| 31-3-2021                                                              | Andorra la Vella                                                       | Andorra                                                                | 1 – 4                                                                  | Ungheria                                                               | Qual. Mondiali 2022                                                    | -                                                                      | 83’                                                                    |
| 4-6-2021                                                               | Budapest                                                               | Ungheria                                                               | 1 – 0                                                                  | Cipro                                                                  | Amichevole                                                             | -                                                                      |                                                                        |
| 8-6-2021                                                               | Budapest                                                               | Ungheria                                                               | 0 – 0                                                                  | Irlanda                                                                | Amichevole                                                             | -                                                                      | 46’                                                                    |
| 15-6-2021                                                              | Budapest                                                               | Ungheria                                                               | 0 – 3                                                                  | Portogallo                                                             | Euro 2020 - 1º turno                                                   | -                                                                      | 88’                                                                    |
| 23-6-2021                                                              | Monaco di Baviera                                                      | Germania                                                               | 2 – 2                                                                  | Ungheria                                                               | Euro 2020 - 1º turno                                                   | -                                                                      | 82’                                                                    |
| 2-9-2021                                                               | Budapest                                                               | Ungheria                                                               | 0 – 4                                                                  | Inghilterra                                                            | Qual. Mondiali 2022                                                    | -                                                                      | 70’                                                                    |
| 12-11-2021                                                             | Budapest                                                               | Ungheria                                                               | 4 – 0                                                                  | San Marino                                                             | Qual. Mondiali 2022                                                    | -                                                                      | 57’                                                                    |
| 15-11-2021                                                             | Varsavia                                                               | Polonia                                                                | 1 – 2                                                                  | Ungheria                                                               | Qual. Mondiali 2022                                                    | -                                                                      | 58’                                                                    |
| Totale                                                                 |                                                                        | Presenze                                                               | 13                                                                     |                                                                        | Reti                                                                   | 1                                                                      |                                                                        |